# Wyvern (1897)
Pour les articles homonymes, voir Wyverne (homonymie) et Tatiana.
Wyvern est voilier à deux-mâts gréé en ketch aurique de 18 m exploité par le musée maritime de Stavanger.
Le navire a été construit en 1897 en Norvège, pour un négociant en bois britannique. En 1909, il passe sous pavillon allemand et change de nom : Le Tatjana. En 1924, il revient en Norvège après le rachat par un éditeur de presse norvégien qui le baptise Havfruen III. Vendu en 1934, à un couple de britannique, le navire change de pavillon et fait de nombreux voyages dans le monde. En 1970, le Havfruen III est acheté et restauré par un Britannique qui le rebaptise de son nom d'origine Wyvern. En 1978, le navire est à nouveau vendu. Après un imbroglio financier, il est profondément restauré et cédé au musée maritime de Stavanger en 1984, comme de navire-école pour représenter la ville de Stavenger.
Il coule en mer Baltique en juillet 2013 lors des Tall Ships Races 2013. L'équipage est secouru, mais un des marins venu au secours se noie lors du naufrage. L'épave est renflouée et rapatriée à Stavanger en août 2013. Le Wyvern a repris son activité après la remise en état du navire, réalisée de 2013 à 2014, au Danemark.

## Historique

### 1897-1909:Wyvern
Frederick Croft, un négociant en bois né à Kingston upon Hull au Royaume-Uni, mais résidant à Skien en Norvège, commande le navire en 1894 à Colin Archer, un architecte et constructeur de navires qui a construit notamment le Fram pour l'explorateur Fridtjov Nansen. La construction a eu lieu sur le chantier Porsgrund Baatbyggeri, dirigé par Thor Martin Jensen. Nommé en l'honneur de la Wyverne héraldique, le navire a été mis à l'eau le 10 août 1897. Frederick Croft l'utilise comme yacht pour naviguer entre  Kingston upon Hull et la Norvège.

### 1909-1924:Tatjana
Après sa vente à Kiel, le navire navigue, à partir de 1909 à 1924, sous le drapeau de l'Empire allemand et le nom de Tatjana.

### 1924-1934:HavfruenIII
Rolf Thommessen, le rédacteur en chef du journal norvégien Tidens Tegn, le rachète en 1924 et le renommée Havfruen III (qui signifie Sirène en français). Il reste sous pavillon norvégien jusqu'en 1934.

### 1934-1978:Havfruen puis Wyvern
Le Havfruen III est acheté en 1934 par le couple anglais Anne et Terrence Carr, qui conserve le nom. Ils l'ont navigué pendant 27 ans. Les Carr ont traversé l’Atlantique douze fois et, dans les années 50, ont fait le tour du monde à bord du navire,.
En 1970, le navire est acheté par Christian-Frederick Mattner et rebaptisée de son nom d'origine Wyvern. En 1973 et 1974, le navire est restauré dans un chantier naval espagnol et enregistré au Panama.

### 1978-2013:Wyvern
En 1978, le Wyvern a été acheté pour un montant de 50 000 £ Sterling par un consortium norvégien. Ce dernier détourne le voilier, sans l'accord du propriétaire, en le chargeant sur un navire norvégien de ravitaillement pétrolier pour San Antoni (Ibiza), avec un impayé de 30 000 £ Sterling.
Sur une initiative du Musée maritime norvégien, le Wyvern est ramené en Norvège pour y être restauré à Rogaland en 1978, grâce au mécénat de sociétés pétrolières,. En 1984, le voilier est attribué au musée maritime de Stavanger en tant que monument culturel par le prince Harald.
Il est utilisé comme navire école, manœuvré par des marins volontaires et représente la ville de Stavanger lors de plusieurs régates et rassemblements de voile nationaux et internationaux, dont cinq courses de grand voilier,.

### 2013-2014: Naufrage, renflouement et restauration
Le 11 juillet 2013, lors des Tall Ships 'Race 2013, le Wyvern fait naufrage, à cause d'une voie d'eau entre les îles suédoises de Gotland et Öland en Mer Baltique. Le navire coule à 9h37 soit 4h après son appel de détresse lancé à 5h21 du matin. Les services de secours aériens et maritimes de Suède récupèrent les dix membres d'équipage qui sont secourus.
Toutefois, trois membres d'équipage de la goélette néerlandaise Wylde Swan, qui participait également à la course, sont montés à bord du Wyvern pour tenter d'éviter le naufrage en pompant de l'eau. Deux des membres de l'équipage du Wylde Swan sont hélitroyés par la suite,, mais le troisième est entrainé par le navire, des témoins l'ayant aperçu emmelé dans le gréement. Il est retrouvé mort en mer le 14 juillet 2013.
L'épave du Wyvern se trouvait à environ 50 m de fond sur un bord. Diverses compagnies pétrolières font un don pour le sauvetage du voilier. Il est renfloué le 11 août 2013 et rapatrié à Stavanger le 15 août 2013 à bord du navire Island Constructor.
Les conditions météorologique présentaient des conditions orageuses avec une mer agitée : vagues de 3 à 4 metres et un vent soutenu à 15 m/s. Toutefois, elle ne justifiaient pas à elles seules l'accident. La cause du naufrage est une voie d'eau à la suite de la rupture de trois boulons de quille. Or Christian Frederick Mattner, propriétaire entre 1970 et 1978, a indiqué que le consortium qui s'était engagé par contrat pour l'achat de Wyvern en 1978 était au courant du fait que les boulons de quille étaient corrodés, le manque de moyens financiers pour cette réparation était à l'origine de la décision de vente de Christian Frederick Mattner.
De décembre 2013 jusqu'au premier semestre 2014, la remise en état du navire est réalisé au Danemark par Hvide Sande Skibs & Baadebyggeri.

### Depuis 2014
Le navire a repris son activité. Il a, par exemple, participé à l'édition 2018 des Tall Ships Races.

## Description
Le navire mesure 18,2 m de long, pour un maitre-bau de 5,4 m et un tirant d'eau de 3,25 m. Il a un tonnage de 42,8 tonneaux (GRT) et une capacité de 15,8 tonneaux (NRT).
Le navire est propulsé par 253 m2 de voilure, porté par deux mâts, dont le plus grand mesure 24 m ainsi qu'un moteur auxiliaire diesel Volvo Penta de 170 chevaux (130 kW). Les 6 voiles du navires représentent individuellement :   

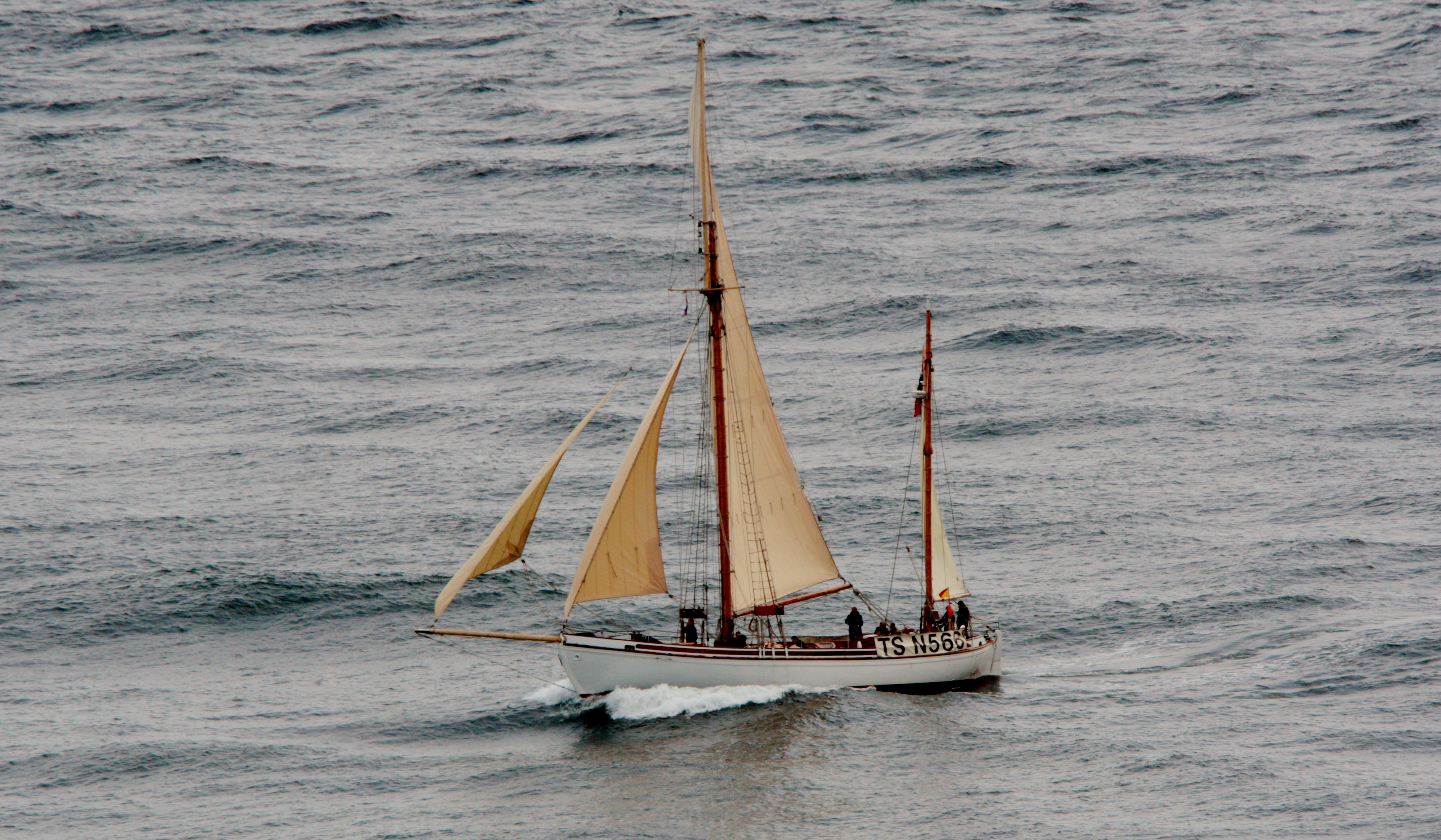
Le Wyvern depuis le cap de Sumburgh Head (îles Shetland)

- Grand-voile (grand-mât) : 81,5 m²
- Flèche (grand-mât) : 26 m²
- Voile d'artimon (mât d'artimon) : 31,5 m²
- Clinfoc (foc avant) : 38 m²
- Grand foc (foc central) : 40 m²
- Trinquette (foc arrière) : 36 m²

## Réplique
Une réplique du Wyvern a été construite de 1992 à 1995 en à Bremen-Vegesack en Allemagne. Initialement baptisé Wyvern von Bremen, le navire est acheté en 2009 et renommé Wyvern av Aalesund, passe sous pavillon norvégien. La réplique est toutefois plus grande (24,6 m), bien qu'inspirée du navire original, de nombreuses autres modifications y ont été apportées par l'architecte naval Horst E. Glacer.